# Étroussat
Étroussat est une commune française située dans le département de l'Allier, en région Auvergne-Rhône-Alpes.
Ses habitants sont appelés les Etroussatois.

## Géographie

### Localisation
Étroussat se situe à 12 km de Saint-Pourçain-sur-Sioule et à environ 25 km de Vichy.
Six communes sont limitrophes :
| Fourilles      | Chareil-Cintrat         | Bayet     |
|                | Étroussat               | Barberier |
| Ussel-d'Allier | Saint-Germain-de-Salles |           |

### Géologie et relief
La commune s'étend sur 1 303 hectares ; son altitude varie entre 265 et 374 mètres.

### Climat
Pour des articles plus généraux, voir Climat d'Auvergne-Rhône-Alpes et Climat de l'Allier.
En 2010, le climat de la commune est de type climat océanique dégradé des plaines du Centre et du Nord, selon une étude du CNRS s'appuyant sur une série de données couvrant la période 1971-2000. En 2020, Météo-France publie une typologie des climats de la France métropolitaine dans laquelle la commune est exposée à un climat de montagne ou de marges de montagne et est dans une zone de transition entre les régions climatiques « Centre et contreforts nord du Massif Central » et « Nord-est du Massif Central ».
Pour la période 1971-2000, la température annuelle moyenne est de 11,2 °C, avec une amplitude thermique annuelle de 16,4 °C. Le cumul annuel moyen de précipitations est de 679 mm, avec 9,1 jours de précipitations en janvier et 6,9 jours en juillet. Pour la période 1991-2020, la température moyenne annuelle observée sur la station météorologique de Météo-France la plus proche, « Chareil-Cintrat_sapc », sur la commune de Chareil-Cintrat à 5 km à vol d'oiseau, est de 11,9 °C et le cumul annuel moyen de précipitations est de 676,1 mm,. Pour l'avenir, les paramètres climatiques de la commune estimés pour 2050 selon différents scénarios d'émission de gaz à effet de serre sont consultables sur un site dédié publié par Météo-France en novembre 2022.

## Urbanisme

### Typologie
Au 1er janvier 2024, Étroussat est catégorisée commune rurale à habitat dispersé, selon la nouvelle grille communale de densité à 7 niveaux définie par l'Insee en 2022.
Elle est située hors unité urbaine et hors attraction des villes,.

### Occupation des sols

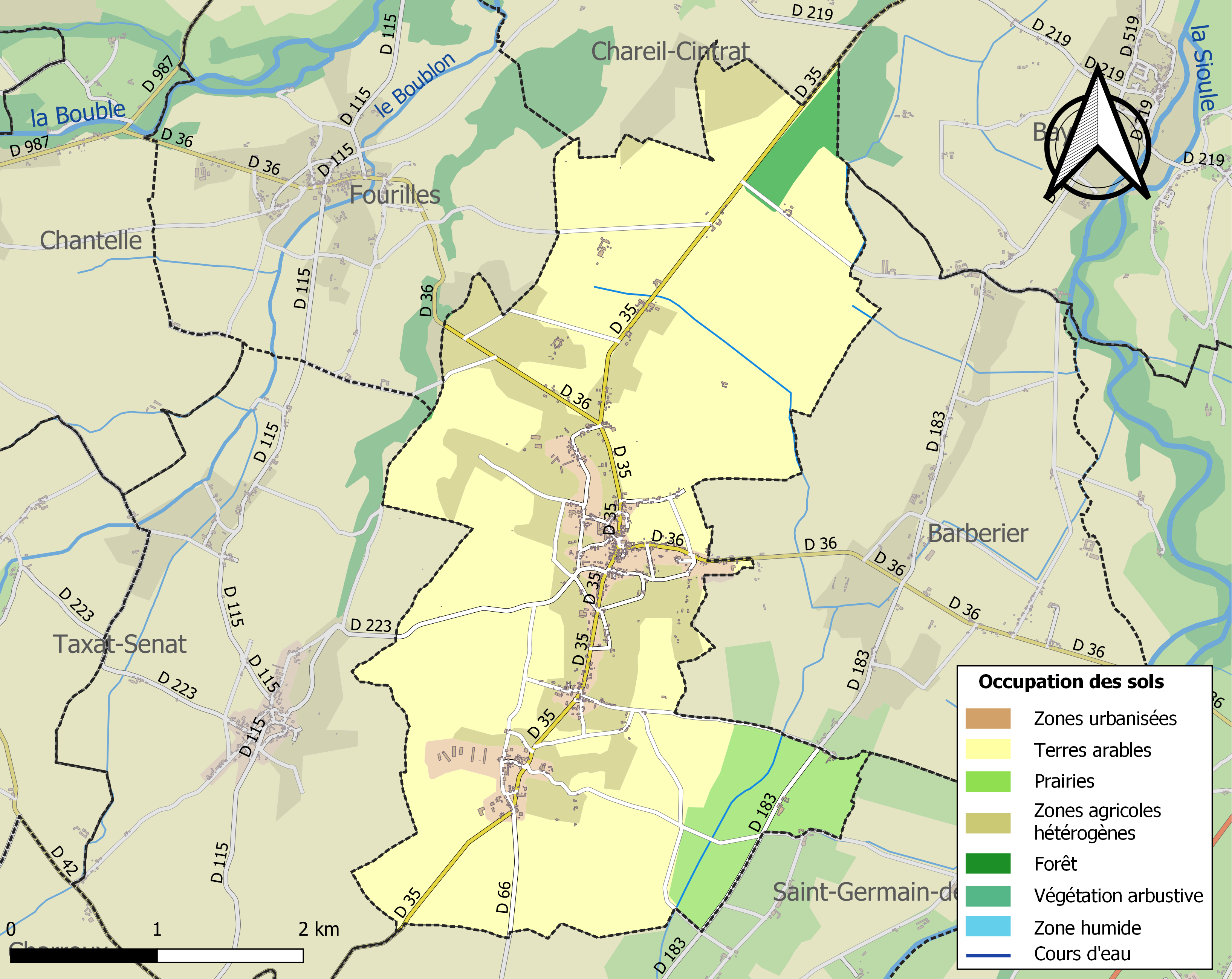
Carte des infrastructures et de l'occupation des sols de la commune en 2018 (CLC).

L'occupation des sols de la commune, telle qu'elle ressort de la base de données européenne d’occupation biophysique des sols Corine Land Cover (CLC), est marquée par l'importance des territoires agricoles (92,3 % en 2018), en diminution par rapport à 1990 (93,2 %). La répartition détaillée en 2018 est la suivante : terres arables (67,6 %), zones agricoles hétérogènes (17,9 %), prairies (6,8 %), zones urbanisées (5,8 %), forêts (1,9 %).
L'IGN met par ailleurs à disposition un outil en ligne permettant de comparer l’évolution dans le temps de l’occupation des sols de la commune (ou de territoires à des échelles différentes). Plusieurs époques sont accessibles sous forme de cartes ou photos aériennes : la carte de Cassini (XVIIIe siècle), la carte d'état-major (1820-1866) et la période actuelle (1950 à aujourd'hui).

### Voies de communication et transports
Le territoire communal est traversé par les routes départementales 35 (reliant Saint-Pourçain-sur-Sioule à Ébreuil), 36 (reliant Chantelle à Broût-Vernet), 66 (vers Saint-Germain-de-Salles) et 223 (vers Ussel-d'Allier).

## Toponymie
Estrossat en bourbonnais du Croissant, zone où la langue est de transition entre l'occitan et la langue d'oïl.

## Histoire
Avant 1789, la commune faisait partie de l'ancienne province du Bourbonnais issu de la seigneurie de Bourbon médiévale.

## Politique et administration

### Découpage territorial
La commune d'Étroussat est membre de la communauté de communes Saint-Pourçain Sioule Limagne, un établissement public de coopération intercommunale (EPCI) à fiscalité propre créé le 1er janvier 2017 dont le siège est à Saint-Pourçain-sur-Sioule. Ce dernier est par ailleurs membre d'autres groupements intercommunaux.
Sur le plan administratif, elle est rattachée à l'arrondissement de Vichy, à la circonscription administrative de l'État de l'Allier et à la région Auvergne-Rhône-Alpes. Jusqu'en mars 2015, elle dépendait du canton de Chantelle.
Sur le plan électoral, elle dépend du canton de Gannat pour l'élection des conseillers départementaux, depuis le redécoupage cantonal de 2014 entré en vigueur en 2015, et de la première circonscription de l'Allier pour les élections législatives, depuis le dernier découpage électoral de 2010.
Par arrêté préfectoral du 2 janvier 2024, la commune est retirée le 1er janvier 2024 de l'arrondissement de Moulins et rattachée à l'arrondissement de Vichy.

### Élections municipales et communautaires

#### Élections de 2020
Le conseil municipal d'Étroussat, commune de moins de 1 000 habitants, est élu au scrutin majoritaire plurinominal à deux tours avec candidatures isolées ou groupées et possibilité de panachage. Compte tenu de la population communale, le nombre de sièges à pourvoir lors des élections municipales de 2020 est de 15. La totalité des quinze candidats en lice est élue dès le premier tour, le 15 mars 2020, avec un taux de participation de 52,16 %.

#### Chronologie des maires
| Période                                  | Période                     | Identité        | Étiquette    | Qualité        |
| ---------------------------------------- | --------------------------- | --------------- | ------------ | -------------- |
| av.1889                                  | ?                           | Élie Bonneton   | Conservateur |                |
| Les données manquantes sont à compléter. |                             |                 |              |                |
| av.1951                                  | ?                           | Jean Vizier     | Radical      | Métayer        |
| 1989                                     | 1993                        | Jean-Luc Chaput |              |                |
| 1993                                     | 2001                        | Jean Paziaud    | DVD          |                |
| mars 2001                                | mars 2008                   | Lucien Roudier  |              |                |
| mars 2008                                | En cours (au 29 avril 2021) | Gilles Vernay   |              | Sapeur-pompier |

## Population et société

### Démographie
L'évolution du nombre d'habitants est connue à travers les recensements de la population effectués dans la commune depuis 1793. Pour les communes de moins de 10 000 habitants, une enquête de recensement portant sur toute la population est réalisée tous les cinq ans, les populations de référence des années intermédiaires étant quant à elles estimées par interpolation ou extrapolation. Pour la commune, le premier recensement exhaustif entrant dans le cadre du nouveau dispositif a été réalisé en 2004.

En 2022, la commune comptait 663 habitants, en évolution de +4,25 % par rapport à 2016 (Allier : −1,38 %, France hors Mayotte : +2,11 %).
| 1793 | 1800 | 1806  | 1821  | 1831  | 1836  | 1841  | 1846  | 1851  |
| ---- | ---- | ----- | ----- | ----- | ----- | ----- | ----- | ----- |
| 848  | 965  | 1 100 | 1 135 | 1 289 | 1 242 | 1 260 | 1 243 | 1 243 |

| 1856  | 1861  | 1866  | 1872  | 1876  | 1881  | 1886  | 1891  | 1896  |
| ----- | ----- | ----- | ----- | ----- | ----- | ----- | ----- | ----- |
| 1 245 | 1 234 | 1 235 | 1 231 | 1 214 | 1 148 | 1 141 | 1 195 | 1 218 |

| 1901  | 1906  | 1911  | 1921 | 1926 | 1931 | 1936 | 1946 | 1954 |
| ----- | ----- | ----- | ---- | ---- | ---- | ---- | ---- | ---- |
| 1 168 | 1 167 | 1 119 | 934  | 896  | 881  | 884  | 762  | 669  |

| 1962 | 1968 | 1975 | 1982 | 1990 | 1999 | 2004 | 2006 | 2009 |
| ---- | ---- | ---- | ---- | ---- | ---- | ---- | ---- | ---- |
| 684  | 705  | 672  | 624  | 647  | 605  | 657  | 650  | 711  |

| 2014 | 2019 | 2022 | - | - | - | - | - | - |
| ---- | ---- | ---- | - | - | - | - | - | - |
| 641  | 668  | 663  | - | - | - | - | - | - |

### Enseignement
Étroussat dépend de l'académie de Clermont-Ferrand et gère une école élémentaire publique.

## Culture et patrimoine

### Lieux et monuments
Étroussat possède un édifice classé aux monuments historiques.
- Le château de Douzon classé le 18 juin 1973[30]. Donjon carré et tour ronde du XIVe siècle près d'un logis de 1730[31]. Il est situé au nord du bourg, à l'est de la route menant à Saint-Pourçain-sur-Sioule.
- Église Saint-Georges d'Étroussat.

### Personnalités liées à la commune
- Philibert du Buysson de Douzon (1736-1793), militaire et homme politique né à Étroussat, député de la noblesse aux États généraux de 1789, condamné à mort et guillotiné à Lyon.

### Héraldique
|  | Les armes de la commune se blasonnent ainsi : D'azur aux deux épis de blé d'or passés en sautoir par la pointe, surmontés d'une grappe de raisin du même, au chef d'argent chargé d'une croix de gueules. |